# Quilombo Cunani
Cunani é uma comunidade remanescente de quilombo, população tradicional brasileira, localizada no município brasileiro de Calçoene, no Amapá. O acesso à comunidade se dá parte pelo oceano e parte pelo Rio Cunani, e existe apenas uma estrada em más condições que liga a vila à sede do município. A comunidade de Cunani é formada por uma população de 38 famílias, distribuídas em uma área de 36.342,3459 hectares. É uma das comunidades quilombolas mais antigas do estado do Amapá.
O território foi certificado como remanescente de quilombo (reminiscências históricas de antigos quilombos) em 2005, pela Fundação Cultural Palmares. Esta comunidade teve o Relatório Técnico de Identificação e Delimitação publicado em 2016 (etapa da regularização fundiária), mas ainda está com a situação fundiária em análise (não titulada) no INCRA.

## História
A comunidade de Cunani foi fundada na região do chamado Contestado Franco-Brasileiro, pelo francês Prosper Chaton (que se auto-intitulava "Guanany"; Tucunaré, em Tupi) e formada por escravizados fugitivos, aventureiros e comerciantes franceses e brasileiros. Desde o século XVII, a região era conhecida como um "Eldorado” pela abundância de minérios. E, com a descoberta de ouro em Calçoene, houve uma corrida à comunidade.
A comunidade de Cunani tentou obter independência por três vezes: em 1886, em 1887 e em 1892. Fracassou porque a área já era militarmente disputada por Brasil e França.
O escritor e jornalista francês Jules Gros, da Sociedade de Geografia Comercial de Paris, liderou as duas primeiras tentativas, quando a República do Cunani (ou “República Independente da Guiana") era governada de Paris, de onde foram emitidas moedas próprias e selos postais. Também foram criados brasão, bandeira e condecoração Ordem da Cavalaria Estrela de Cunani (que era comprada). A república tinha área de 350 km² e cerca de 300 habitantes.
O francês naturalizado brasileiro Adolph Brezet foi o líder da terceira tentativa de independência, que ocorreu de 1892 a 1911.
A evasão dos moradores se deu em busca de melhores condições de educação, de modo que atualmente 38 famílias moram na comunidade. A economia de agricultura familiar é baseada na produção de cacau e açaí de alta qualidade pela excelência do manejo.

## Tombamento
O tombamento de quilombos é previsto pela Constituição Brasileira de 1988, bastando a certificação pela Fundação Cultural Palmares:
Art. 216. Constituem patrimônio cultural brasileiro os bens de natureza material e imaterial, tomados individualmente ou em conjunto, portadores de referência à identidade, à ação, à memória dos diferentes grupos formadores da sociedade brasileira [...]
§ 5º Ficam tombados todos os documentos e os sítios detentores de reminiscências históricas dos antigos quilombos.
Portanto, a comunidade quilombola de Cunani é um patrimônio cultural brasileiro, tendo em vista que recebeu a certificação de ser uma "reminiscência histórica de antigo quilombo" da Fundação Cultural Palmares no ano de 2005.
Das manifestações culturais importantes para a comunidade, estão a música e a dança do zimba, que é dançado nas festas dos santos. Tem coreografia próxima ao carimbó do Pará, mas o ritmo é mais rápido. Tem marcação de 02 varas e 02 tambores, sendo uma singularidade do Quilombo Cunani.

## Situação territorial
A falta do título da terra (regularização fundiária) cria para as comunidades quilombolas uma dificuldade de desenvolver a agricultura, além dos conflitos com os fazendeiros de suas regiões e a impossibilidade de solicitar políticas sociais e urbanas para melhorias de condições de vida, como infraestrutura urbana de redes de energia, água e esgoto.
A Companhia de Eletricidade do Amapá, via Programa “Luz para todos”, fornecia para a comunidade um gerador de energia a diesel e 300 litros de combustível por mês. Os moradores precisavam buscar o combustível na cidade. A comunidade conta com fiação elétrica instalada no posto de saúde, na capela, no centro comunitário, na escola e entre as residências. Contudo o gerador quebrou em 2013 e passou a ser das poucas comunidades quilombolas do Amapá sem energia, pois não possuíam ligação com a rede pública de distribuição de energia elétrica.
A comunidade também não tem acesso a água encanada, porque seria preciso energia elétrica para as bombas que retiram água dos poços amazonas. Alguns moradores usam sistemas manuais junto aos poços, mas a maioria deles usa a água do rio. A Companhia de Eletricidade do Amapá e a prefeitura de Calçoene não respondeu aos apelos dos moraores por uma solução para o problema.

Povos Tradicionais ou Comunidades Tradicionais são grupos que possuem uma cultura diferenciada da cultura predominante local, que mantêm um modo de vida intimamente ligado ao meio ambiente natural em que vivem. Através de formas próprias: de organização social, do uso do território e dos recursos naturais (com relação de subsistência), sua reprodução sócio-cultural-religiosa utiliza conhecimentos transmitidos oralmente e na prática cotidiana.